# Balatonlelle
Balatonlelle é uma cidade da Hungria, situada no condado de Somogy. Tem 43,23 km² de área e sua população em 2019 foi estimada em 5.223 habitantes.